# Peter Philipp Wolf
Peter Philipp Wolf (* 28. Januar 1761 in Pfaffenhofen; † 9. August 1808 in Bogenhausen) war ein deutscher Historiker, Journalist, Verleger und Aufklärer.

## Leben
Wolf war Sohn eines Schlossermeisters und schloss 1779 churfürstliche Gymnasium in München (heute Wilhelmsgymnasium München) ab. Er sollte zum  Geistlichen ausgebildet werden, entfloh allerdings aus dem Alumnat des Klosters Weihenstephan und machte stattdessen in München eine Lehre zum Buchhändler. Streitigkeiten mit dem Lehrherrn endeten damit, dass er wegen einer Schmähschrift für ein Jahr im Münchener Stadtgefängnis einsaß. 1784 erschienen von ihm die Romane Lilienberg und Salvator sowie die Erzählungen zum Trost unglücklicher Menschen, gewidmet dem Geheimen Archiv- und Hofrath Karl von Eckartshausen, der der bayerischen Polizei als Illuminat bekannt war. Ob Wolf selbst Mitglied der Illuminaten war, ist nicht sicher.
Wolf setzte 1785 seine Ausbildung in Zürich bei Hans Heinrich Füssli in der Verlagsbuchhandlung Orell, Füssli & Co fort und lernte Französisch, Englisch und Italienisch. Er wurde der einzige Redaktor für die zweimal in der Woche erscheinende Zürcher Zeitung. Am 15. Februar 1792 heiratete er in Ehrendingen Elisabeth Sytz, unter ihren Kindern waren die Schriftstellerin Barbara Sendtner und die Malerin Louise Wolf.
In der Zürcher Stadtbibliothek lag eine größere Sammlung mit Dokumenten und Schriften zu den Jesuiten, die Wolf nun als ungelernter Historiker aufzuarbeiten begann und die er als Geschichte der Jesuiten zwischen 1789 und 1792 in 4 Bänden herausbrachte. Zwischen 1793 und 1802 schrieb er die siebenbändige Geschichte der römisch-katholischen Kirche unter Papst Pius VI. 1795 übersiedelte er in das deutsche Buchhandelszentrum Leipzig und gründete dort mit finanzieller Unterstützung des Schweizer Aufklärers Paul Usteri einen Verlag. In der von ihm herausgegebenen Zeitschrift  Klio schrieb der Historiker Michael Huber, und dessen Sohn Ludwig Huber informierte in den ebenfalls von Wolf herausgegebenen Beiträgen zur französischen Revolution das deutsche Lesepublikum über den Fortgang der Revolution. 1803 kehrte Wolf nach München zurück und arbeitete für den Regenten Kurfürst Max Joseph an einer Geschichte des Kurfürsten Maximilian I. von Bayern, deren dritten und vierten Band zu vollenden ihm nicht die Zeit blieb. Zwischendurch  verfasste er eine Geschichte, Statistik und Topographie von Tirol, da die Grafschaft Tirol durch den Frieden von Pressburg bayerisch geworden war und nun in der bayerischen Regierung Literatur über den Gewinn gebraucht wurde.
1807 erwarb Wolf die Druckerei und die Lizenz für die Herausgabe der Münchner Zeitung, die nach seinem Tod in Familienbesitz blieb. Die Festanstellung an der Bayerischen Akademie der Wissenschaften erhielt Wolf nach bürokratischen Hemmnissen erst im Januar 1808. Wolf erkrankte, vermutlich durch Überarbeitung, psychisch und wurde am 6. August 1808 in eine Anstalt eingewiesen. Er verübte am 9. August in der Isar Suizid.

## Schriften (Auswahl)
- Vorschlag zu einer Reformation der katholischen Kirche. Leipzig :  Gessner, Usteri & Wolf,     1800
- Magister Skriblerus : ein komischer Roman . Leipzig : Wolf, 1803 (Mikrofiche-Ausg.: München : Saur 1994)
- Geschichte der Jesuiten. Allgemeine Geschichte der Jesuiten von dem Ursprunge ihres Ordens bis auf die gegenwärtigen Zeiten. Breslau : Pötsch, 1937 [Die 2., 1803 erschienene Aufl. d. Originalwerkes wurde zugrunde gelegt.]
- Geschichte Maximilians I und seiner Zeit : pragmatisch aus den Hauptquellen bearbeitet; Erster Band: Mit Maximilians Bildniße. 1807 (Hrsg. Karl Wilhelm Friedrich Breyer)
- Kurzgefasste Geschichte, Statistik und Topographie von Tirol. München : Lindauer, 1807
- Ueber die Wahrscheinlichkeit der Existenz der Päpstin Johanna. 1809 (Mikrofiche-Ausg.: München : Saur 1994)